# Les Érinnyes
Les Érinnyes (Le Erinni) è un dramma in versi in lingua francese scritto da Leconte de Lisle e presentato in anteprima al Théâtre de l'Odéon nel 1873. È nello stile della tragedia greca, in due atti: Klytaimnestra (Clitennestra) e Orestès (Oreste). Era un adattamento delle prime due parti dell'Orestea di Eschilo (Agamennone e Le Coefore). Il testo fu stampato nella collezione Lisle Poèmes Tragiques.

## La musica di Massenet
Félix-Henri Duquesnel produsse una ripresa dell'opera teatrale nel 1876 al Théâtre du Gaité. Incaricò il suo amico Jules Massenet di scrivere una overture, un intermezzo e musiche di scena (rispettivamente Prélude, Entr'acte e due Mélodrames). La musica (Op. 10) fu diretta alla première da Édouard Colonne. Fu un impulso iniziale alla carriera di Massenet. Egli scrisse nelle sue memorie:
La nota "Invocazione" accompagna il versamento di libagioni di Electra sulla tomba di Agamennone nell'atto 2. È stato pubblicato separatamente come Élégie per violoncello e orchestra (Op.10, n. 5) così come la canzone "O doux printemps d'autrefois", ancora spesso eseguita e registrata. Inizialmente Massenet l'aveva scritta come parte di un concorso per la partitura dell'opera La coupe du roi de Thulé, con il libretto di Louis Gallet e Édouard Blau. Il lavoro di Massenet arrivò secondo dopo quello di Eugène Diaz.